# حاييم حبشوش
الحاخام حاييم بن يحيى حبشوش (بالعبرية: ר` חיים בן יחיא חבשוש) (ولد في 1833 - توفي في 1899) كان تاجر نحاسيات ومؤرخ القرن التاسع عشر عن يهود اليمن. كما شغل كدليل للمستشرق اليهودي الفرنسي الرحالة جوزيف هاليفي لمدة ثلاثة وعشرين عاما. بدأ حبشوش الكتابة لحساب رحلة هاليفي أولا بالعبرية وبعد ذلك بناء على طلب من إدورد جلازر بلغته الأم اللهجة العربية اليهودية. بصفته عضوا بارزا من الطائفة اليهودية في اليمن، وخدم حبشوش باعتباره واحدا من القادة الرئيسيين لحركة دور دياه جنبا إلى جنب مع الحاخام يحيى قافح وسعيد أوروسي.